# Lagenandra erosa
Lagenandra erosa är en kallaväxtart som beskrevs av De Wit. Lagenandra erosa ingår i släktet Lagenandra och familjen kallaväxter. Inga underarter finns listade.